# Labib Husajn Abu Rukn
Labib Husajn Abu Rukn (arab.: لبيب حسين أبو ركن, hebr.: לביב חוסיין אבו-רוכן, ang.: Labib Hussein Abu Rokan, Laviv-Hussein Abu-Rochan, ur. 1911 w Isifji, zm. 20 listopada 1989) – izraelski działacz związkowy, polityk i sędzia, druz, w latach 1959–1961 poseł do Knesetu z listy partii Współpraca i Braterstwo.

## Życiorys
Urodził się w 1911 roku w położonej w pobliżu Hajfy miejscowości Isifja na terenach ówczesnego Imperium Osmańskiego.
Podczas arabskiego powstania w Palestynie działał na rzecz zbliżenia druzów z Żydami – współpracował zarówno z Abbą Chuszim – sekretarzem oddziału związku robotników w Hajfie (późniejszym burmistrzem tego miasta) jak i Haganą. Był aktywistą związkowym w związku stowarzyszonym z Histadrutem. W czasie wojny o niepodległość Izraela rekrutował druzyjskich ochotników do batalionu Cherew – druzyjskiej jednostki Sił Obronnych Izraela.
Po wojnie działał na rzecz poszerzenia współpracy pomiędzy arabskimi i druzyjskimi miejscowościami, które znalazły się wówczas pod panowaniem nowo powstałego państwa Izrael. Był współzałożycielem organizacji społecznej Bustan zajmującej się handlem warzywami. W latach 1950–1959 był przewodniczącym samorządu lokalnego w rodzinnej miejscowości.
W wyborach parlamentarnych w 1959 po raz pierwszy i jedyny dostał się do izraelskiego parlamentu z listy partii Współpraca i Braterstwo – ugrupowania izraelskich Arabów stowarzyszonego z Mapai powstałego specjalnie na te wybory. Oprócz Abu Rukna posłem z listy ugrupowania został także Jusuf Dijab. W Knesecie czwartej kadencji zasiadał w komisji spraw wewnętrznych. W przedterminowych wyborach w 1961 nie uzyskał reelekcji.
W latach 1964–1980 był kadim (sędzią) w druzyjskim sądzie religijnym, a od 1980 w druzyjskim apelacyjnym sądzie religijnym.